# Xã Elm Tree, Quận McKenzie, Bắc Dakota
Xã Elm Tree (tiếng Anh: Elm Tree Township) là một xã thuộc quận McKenzie, tiểu bang Bắc Dakota, Hoa Kỳ. Năm 2010, dân số của xã này là 44 người.